# Seznam izraelskih tenisačev
Seznam izraelskih tenisačev.

## B
- Noam Behr

## C
- Daniel Cukierman

## E
- Jonathan Erlich

## G
- Julia Gluško

## L
- Edan Leshem
- Harel Levy
- Jevgenija Simonovna Linecka

## M
- Amos Mansdorf

## O
- Noam Okun

## P
- Shahar Pe'er

## R
- Andy Ram

## S
- Dudi Sela
- Anna Smashnova

## V
- Dekel Valtzer

## W
- Amir Weintraub
- Nir Welgreen